# The Impossible Dream (The Quest)
«The Impossible Dream» (en español: «El sueño imposible») es una canción popular compuesta por Mitch Leigh, con letra escrita por Joe Darion. La canción es el tema más popular del musical de 1965 de Broadway El hombre de La Mancha, así como de la película de 1972 del mismo nombre, El Hombre de la Mancha.
La canción es reconocida como un Clásico Contemporáneo.

## Versiones
- Probablemente la versión más famosa y laureada es la de Andy Williams, lanzada en su disco "Honey" de 1968. De hecho, la versión de Williams es utilizada en diferentes anuncios y promociones de la película John Wick: Chapter 3 - Parabellum.
- Entre mayo y noviembre de 1966, Frank Sinatra grabó una versión de esta canción, la cual aparece en su álbum de 1966, That's Life.
- Aparece también en el no editado álbum de Florence Ballard de 1968. Este álbum recién sería publicado en Inglaterra en 2002.
- La canción es versionada por el cuarteto de crossover clásico Il Divo, interpretando la canción en directo durante su gira An Evening with Il Divo: Live in Barcelona de 2009 e incluyendo la canción en el álbum en vivo Live in Barcelona.
- En el capítulo 12 de la segunda temporada de 31 minutos  "31 minutos educativio" al final hay una versión cantada por Tulio Triviño, Juan Carlos Bodoque y Juanin Juan Harry. Fue incluida en el álbum 31 canciones de amor y una canción de Guaripolo (2004).
- Elvis Presley la interpretó en varias presentaciones en vivo, se incluye en su álbum del Madison Square Garden de 1972, otra de sus versiones formó parte de un álbum góspel de recopilación ya descontinuado "He walks beside me".